# 畢懋良
畢懋良（1563年—1645年），字師皋，號見素，直隸徽州府歙縣人，明朝、南明政治人物。

## 生平
萬曆十九年（1591年）辛卯科應天鄉試第四十九名舉人，二十三年（1595年）乙未科進士。吏部觀政，授江西萬載縣知縣，二十九年（1601年）七月升南京吏部文選司主事，升禮部精膳司郎中，三十八年（1610年）三月出為浙江按察司副使，四十一年（1613年）三月調福建按察司副使，升福建布政使司參政，四十五年（1617年）三月升福建按察使，四十六年（1618年）八月升福建右布政使，任內賑恤饑民、減免加派、撫降海盜，有善政名聲。四十八年（1620年）升太常寺卿，天啟元年（1621年）七月以病乞歸。三年（1623年）二月起為應天府府尹，同年八月升戶部右侍郎、總督倉場，五年（1625年）正月掌錢局印務。同年因不依附魏忠賢，被御史張訥論劾，罷職閒住，六月請告，八月為民。其時族弟畢懋康從鄖陽撫治削職，兩人均有清譽，並稱「二畢」，士人引以為榮。
崇禎二年（1629年）起為工部左侍郎，當時清軍入關，京師戒嚴，畢懋良與工部尚書張鳳翔均獲罪，以原官致仕歸里。弘光元年（1645年）得悉南京失守，擲盞於地而卒，享年八十三歲。

## 家族
曾祖畢瑛；祖父畢鍵，訓導；父畢汶。前母汪氏；母項氏。慈侍下。